# Wróć, Jimmy Deanie
Wróć, Jimmy Deanie (ang. Come Back to the Five and Dime, Jimmy Dean, Jimmy Dean)	– amerykański dramat z 1982 r. w reżyserii Roberta Altmana.

## Obsada
- Sandy Dennis jako Mona
- Cher jako Sissy
- Karen Black jako Joanne
- Sudie Bond jako Juanita
- Marta Heflin jako Edna Louise
- Kathy Bates jako Stella Mae
- Mark Patton jako Joe Qualley